# Preah Khan (Preah Vihear)

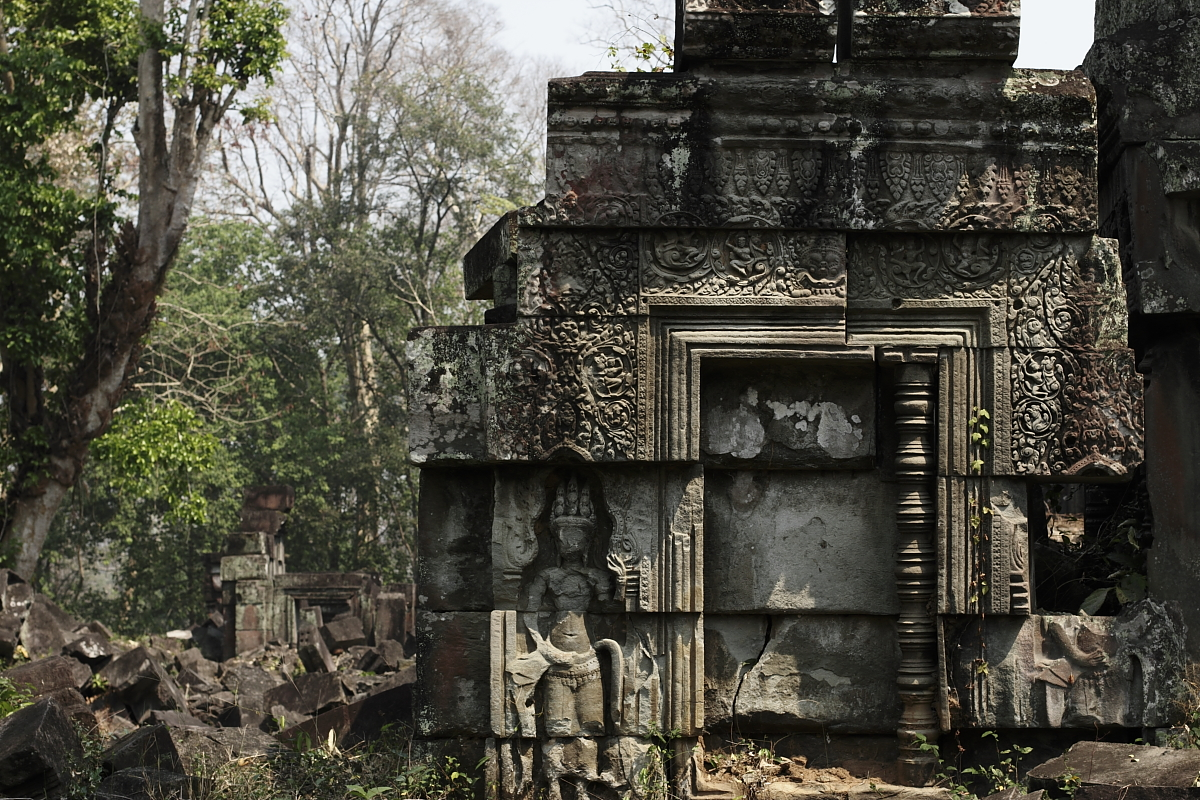
Wand mit reichem Reliefschmuck

Preah Khan (lokaler Name Prasat Bakan) ist eine Khmer-Tempelanlage in der kambodschanischen Provinz Preah Vihear im Distrikt Kompong Svay, nördlich von Kampong Thom. Es ist der größte Tempelkomplex der angkorianischen Zeit, aber nicht mit dem gleichnamigen Tempel von Angkor zu verwechseln. 

## Geschichte
Begründet wurde er von Suryavarman I. (1001–1050), der sein Reich bis in den Süden des heutigen Laos ausdehnte, die Haupttempelgruppe wird in das 12. Jahrhundert datiert und stammt vermutlich aus der Zeit von Suryavarman II. (1113–1150). Die meisten Tempel zeigen den Bayon-Stil vom Ende des Jahrhunderts unter Jayavarman VII. (1181 bis um 1215), der während des Krieges gegen die Cham sich einige Zeit hierher zurückzog.

## Bauform

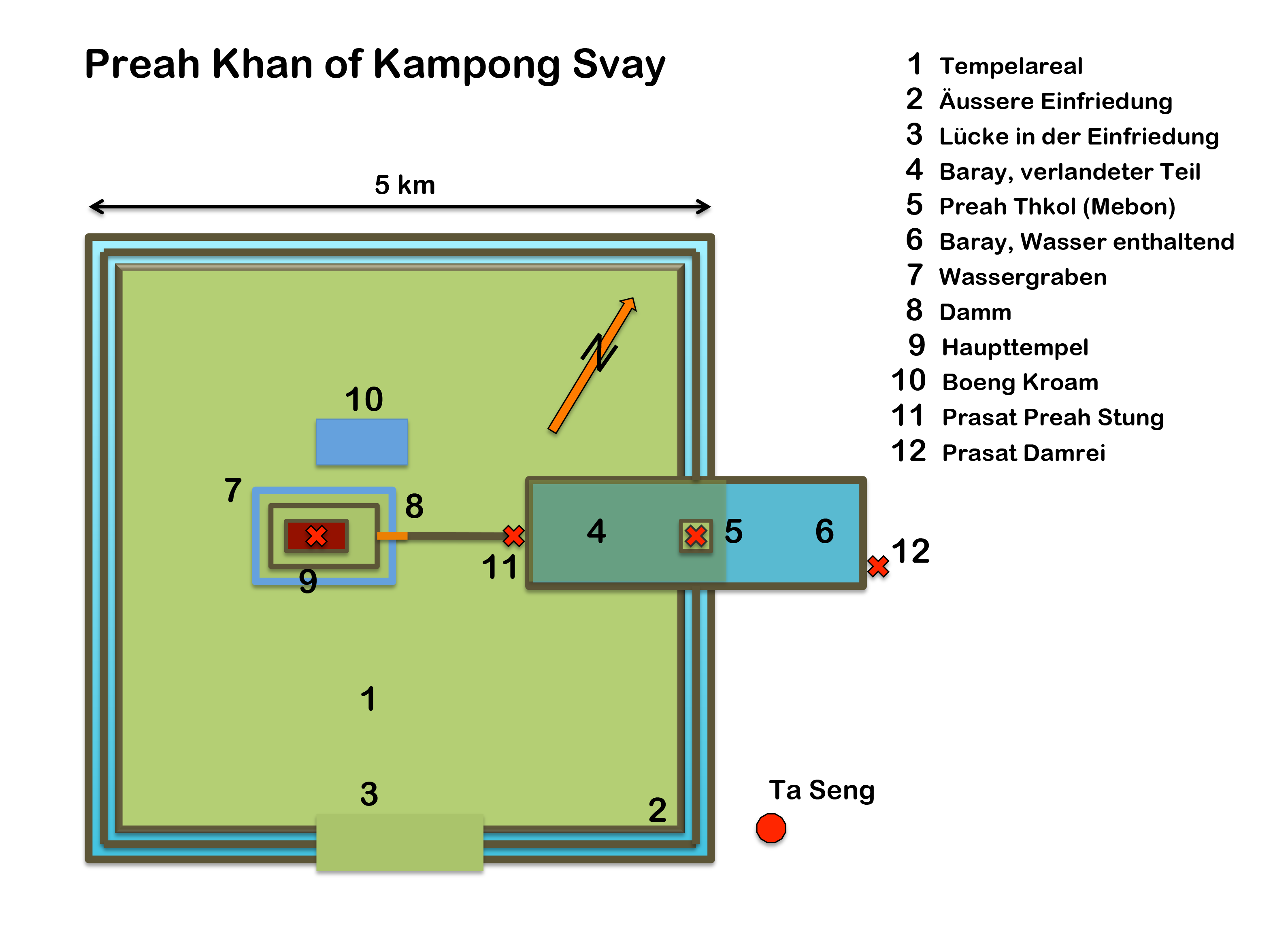
Karte des Tempels

Die äußere annähernd quadratische Einfassung ist an jeder Seite über vier Kilometer lang. Innerhalb liegen vier Tempelgruppen und zahlreiche Nebengebäude, einige Tempel befinden sich auch außerhalb dieses Bereichs. Ein drei Kilometer langer Baray erstreckt sich quer über die Umfassung zur Hälfte nach Osten hinaus. Er liegt bis auf einen größeren See im östlichen Bereich trocken. Direkt am Ostende des Baray steht, von einer Lateritmauer umgeben, der kleine Prasat Preah Damrei („Elefantentempel“) aus dem 9. Jahrhundert. Die freistehende Steinskulptur eines Elefanten wird von der lokalen Bevölkerung verehrt, ein weiterer Elefant blickt aus der Südostecke der Umfassungsmauer. Sehenswert sind die Reliefs an den Außenwänden, die Nagas mit Garuda und Apsaras (himmlische Nymphen) zeigen. Auf beiden Seiten des Osteingangs stehen lebensgroße Devatas (niedere Himmelsgöttinnen zur Bewachung). 
Am Westende des Baray befindet sich der Prasat Preah Stung innerhalb einer eigenen Umfassungsmauer mit Gopurams. Im Zentrum der Anlage aus dem 11. Jahrhundert steht auf einer Terrasse mit halbplastischen Hamsa-Reliefs (Gänse, indisches Symboltier für Harmonie) ein Tempelturm mit vier Gesichtern, wie sie vom Bayon in Angkor bekannt sind. Der kreuzförmige Sandsteintempel Preah Thkol, auch Mebon (Tempelinsel), stand ehemals auf einer Insel in der Mitte des Baray. Die Innenecken des Turms sind mit großen Elefanten und Garudas ausgestaltet. 
Die Haupttempelgruppe aus dem 12. Jahrhundert im Zentrum wird durch das östliche Gopuram betreten. Inmitten von Trümmerresten steht ein hoher Vier-Gesichter-Turm.
Die Tempel waren zuerst Vishnu geweiht, unter Jayavarman VII. wurde, wie auch in Angkor, der Mahayana-Buddhismus eingeführt. In den 1870er Jahren hat Louis Delaporte  wertvolle Skulpturen aus den Tempeln fortgeschafft. Sie sind heute im Museum Guimet in Paris zu sehen. Plünderungen haben die meisten Gebäude eingestürzt zurückgelassen. Die Anreise kann (nur in der Trockenzeit) auf Erdstraßen von Siem Reap oder Stueng Saen erfolgen.